# Virtua Racing
Virtua Racing és un videojoc arcade de Fórmula 1 desenvolupat per Sega-AM2. Va sortir per a màquines recreatives l'octubre del 1992. És un dels primers jocs de cotxes a fer servir ambients, personatges i automòbils totalment poligonals (el primer fou Hard Drivin'), de la nova placa Model 1. Virtua Racing també introduí quelcom d'innovador per a aquell any, el V.R. View System, que permetia al jugador triar entre quatre vistes diferents (a Sega Mega Drive eren: cenital, a mitjana alçada, darrere del cotxe i en primera persona). Aquest sistema també es feu servir a altres jocs de Sega com Daytona USA. I després, el 1994, sortí per a consoles. Virtua Racing fou la primera recreativa que emprà la relació d'aspecte 16:9.

## Versions de consola
La placa Sega Model 1 era molt potent comparada amb el que es feia el 1992, així que no fou fins al 1994 que es va poder fer la conversió a consola, gràcies al xip Sega Virtua Processor incorporat al cartutx de la versió de Virtua Racing per a Mega Drive. De primer ho feu a Mega Drive, una conversió força bona de la recreativa, incorporava el xip Sega Virtua Processor, que aconseguia que en els setze bits de Mega Drive es moguessin ambients completament poligonals, quelcom mai abans vist a la consola. El joc costava més que qualsevol altre de l'època.
Després va sortir, el 1994 també, la versió per a Mega Drive 32X, anomenada Virtua Racing Deluxe, el qual era més semblant de la recreativa, i amb coses noves, com tres tipus de cotxes a triar (el conegut F1, l'Stock i el Prototype) i cinc circuits.
Més endavant, el 1996, en sortí una altra versió per a la consola Sega Saturn, amb més opcions addicionals, però no tingué tanta reperecussió com la versió de 32X, i molt menys que la de Mega Drive.
També sortí el 2005 a Europa, en un DVD recopilatori de jocs antics, per a Playstation 2, un remake del joc, gairebé més una conversió, un port. També hi havia altres remakes de jocs de Sega com Golden Axe o Out Run.